# باولو سيزار
باولو سيزار، لاعب كرة قدم برازيلي، من مواليد 8 ديسمبر 1993، يلعب كلاعب هجوم، شارك في كأس الأمير 52 مع نادي خيطان.